# Ceramica campana

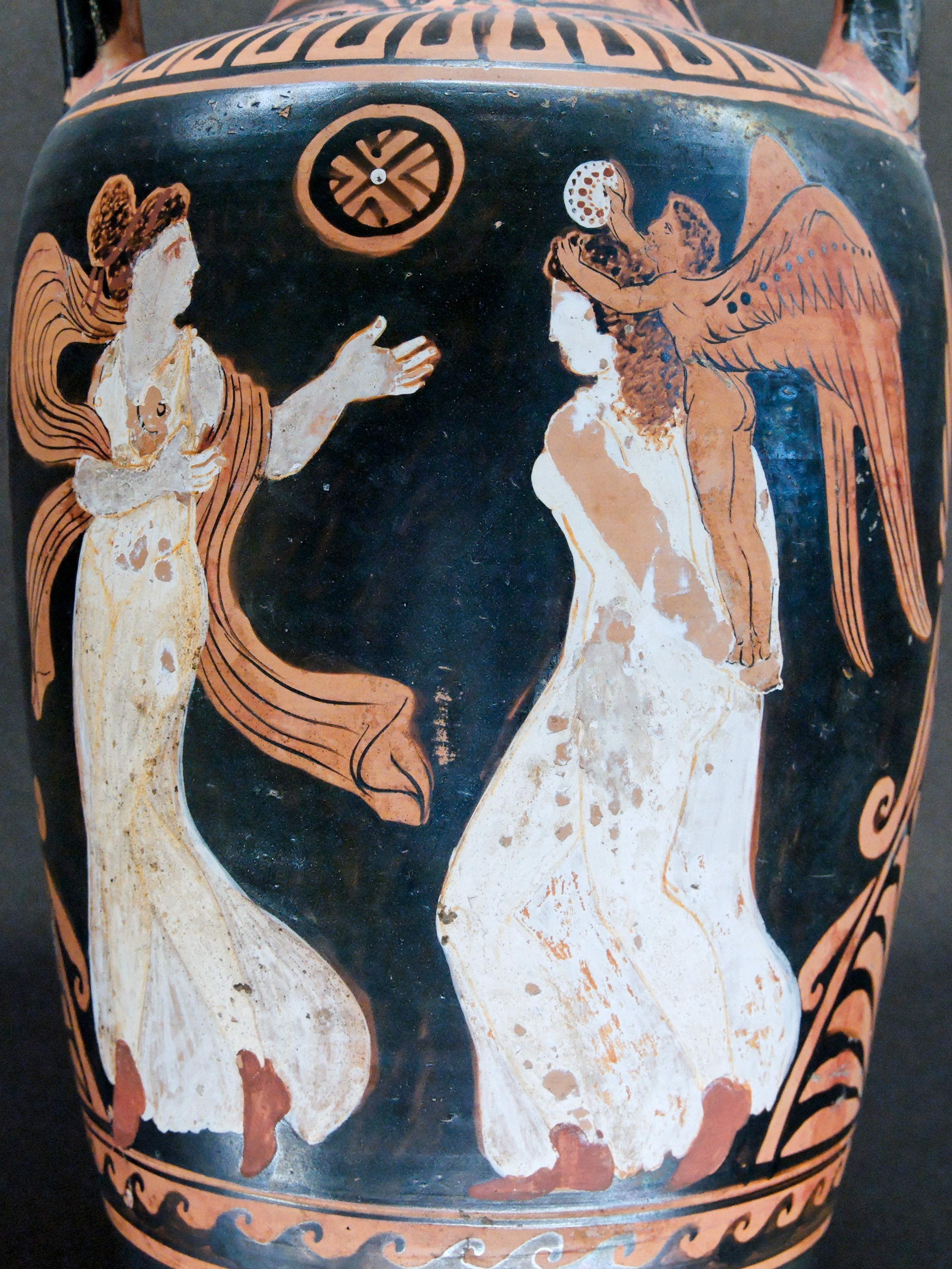
Pittore di Issione, anfora a collo distinto a figure rosse. Parigi, Museo del Louvre CA3202.

La ceramica campana è la ceramica a figure rosse prodotta in Campania, a partire dal 380 a.C. circa, per influenza di artigiani sicelioti di seconda generazione, seguaci del Pittore di Dirce. Durante questa prima fase la scuola campana guarda alla produzione attica dell'ultimo quarto del V secolo a.C.; dal 360 a.C. si divide in due gruppi differenti, localizzati a Capua e a Cuma, che non sopravvivono al volgere del secolo.
I soggetti più frequentemente rappresentati sono mitologici, dionisiaci e funerari; una particolarità campana consiste nei guerrieri con armatura indigena; rare sono le scene fliaciche mentre frequenti sono le teste femminili. Le pelli femminili sono solitamente indicate con una sovradipitura bianca, al contrario di quanto avviene nella ceramica apula. Le forme più diffuse nella ceramica campana sono, oltre alla indigena bail amphora, talvolta chiamata situla, il cratere a campana, l'hydria, il kotyle e la lekythos ariballica.
Il gruppo di Capua comprende inizialmente il Pittore di Cassandra e i suoi seguaci (Capua I). Ad un periodo successivo (Capua II) appartengono il Pittore di Capua con il suo gruppo e il Gruppo AV. Malgrado la vicinanza nei luoghi di ritrovamento questa seconda fabbrica si differenzia molto nello stile da quella precedente; all'interno dei gruppi principali si distinguono sottogruppi e singole personalità.  Nel Gruppo AV dove si distingue il Pittore delle Danaidi, sono prevalenti i vasi di minore dimensione.
La produzione più antica di Cuma è rappresentata dal Pittore CA e dal suo gruppo; è costituita da vasi di grandi dimensioni, dipinti con uno stile che guarda alle opere attiche del IV secolo a.C., e caratterizzato da una ornamentazione floreale molto sviluppata oltre che da un'accesa policromia. Alla stessa officina, ma ad un periodo successivo appartiene l'opera del Pittore APZ e dei suoi seguaci, caratterizzati da una più forte influenza della ceramica apula.